# Роридула
Роридула (лат. Roridula) — род растений монотипного семейства Роридуловые (Roridulaceae) порядка Верескоцветные (Ericales). 

## Ботаническое описание

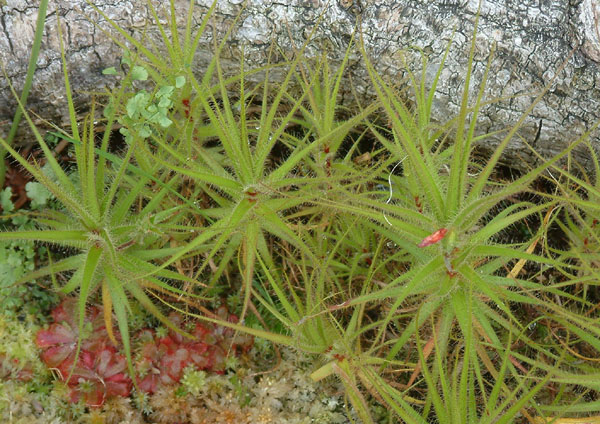
Роридула Горгоны (Roridula gorgonias)

Внешним видом роридулы напоминают растения из рода Библис (Byblis).
Листья длинные тонкие шиловидные.

### Биологические особенности
На стеблях и листьях появляются маленькие капли липкой жидкости, которые являются приспособлением для захвата насекомых, что характерно для плотоядных растений. Однако непосредственно сами роридулы захваченных насекомых не поедают. Лишь в первой трети XX века Р. Марлот и Ф. Ллойд доказали, что роридулы не переваривают пойманных жертв. У растений просто нет пищеварительных ферментов. К тому же в ножках их желёзок нет проводящих каналов, по которым питательные вещества могли бы попадать в проводящую систему растения. Вместо них эту роль выполняют слепняки вида Pameridea roridulae, с которыми роридулы состоят в мутуалистических отношениях. Роридулы же получают питательные вещества из помёта этих симбиотических насекомых.

## Ареал
Виды рода распространены в Южной Африке. Листья роридулы были найдены в балтийском янтаре. Это доказывает, что данные растения в эоцене встречались также в Северном полушарии.

## Таксономия
Род Роридула включает 2 вида:
- Roridula dentata L. — Роридула зубчатаяtypus
- Roridula gorgonias Planch. — Роридула Горгоны